# عثمان‌آباد (آق‌قلا)
عثمان‌آباد (آق‌قلا)، روستایی از توابع بخش مرکزی شهرستان آق‌قلا در استان گلستان ایران است.

## جمعیت
این روستا در دهستان گرگان‌بوی قرار دارد و براساس سرشماری مرکز آمار ایران در سال ۱۳۸۵، جمعیت آن ۳۱۵ نفر (۶۲خانوار) بوده‌است.